# Cladocarpus bicuspis
Cladocarpus bicuspis är en nässeldjursart som först beskrevs av Sars 1873.  Cladocarpus bicuspis ingår i släktet Cladocarpus och familjen Aglaopheniidae. Arten är reproducerande i Sverige. Inga underarter finns listade i Catalogue of Life.